# Stołężyn
Stołężyn is een plaats in het Poolse district  Wągrowiecki, woiwodschap Groot-Polen. De plaats maakt deel uit van de gemeente Wapno en telt 590 inwoners.